# Babanekita
La babanekita (babánekite en anglès) és un mineral de la classe dels arsenats, que pertany al grup de la vivianita.

## Característiques
La babanekita és un arsenat de fórmula química Cu₃(AsO₄)₂(H₂O)₈. Generalment conté cobalt, zinc, magnesi o altres cations aparentment estabilitzadors i divalents que substitueixen el coure. Cristal·litza en el sistema monoclínic. Es pot confondre fàcilment amb l'eritrita i amb altres membres de color rosa de la solució sòlida del grup de la vivianita. Va ser aprovada com a espècie vàlida per l'Associació Mineralògica Internacional l'any 2012. L'exemplar que va servir per a determinar l'espècie, el que es coneix com a material tipus, es troba conservat al departament de mineralogia i petrologia del Museu Nacional de Praga, a la República Txeca, amb el número de catàleg P1P 8/2011.

## Formació i jaciments
Va ser descoberta a la mina Geister vein, a la localitat de Rovnost, a Jáchymov, a la regió de Karlovy Vary (Bohèmia, República Txeca). També ha estat descrita a altres quatre indrets: la mina Veta Negra, a Tierra Amarilla (regió d'Atacama, Xile), a la mina Clara, a Oberwolfach (Baden-Württemberg, Alemanya), a la mina Fenugu Sibiri, a Gonnosfanadiga (Sardenya, Itàlia), i al dipòsit de Svätodušná, a Ľubietová (Regió de Banská Bystrica, Eslovàquia). Als territoris de parla catalana tan sols ha estat descrita a la mina «Iris 18» d'Escornalbou, a Riudecanyes (Baix Camp, Tarragona).